# Kněžice (ort i Tjeckien, Vysočina)
Kněžice är en ort i Tjeckien.   Den ligger i regionen Vysočina, i den centrala delen av landet, 130 km sydost om huvudstaden Prag. Kněžice ligger 547 meter över havet och antalet invånare är 1 455.
Terrängen runt Kněžice är platt västerut, men österut är den kuperad.Runt Kněžice är det ganska tätbefolkat, med 120 invånare per kvadratkilometer. Närmaste större samhälle är Jihlava, 15,1 km norr om Kněžice. I omgivningarna runt Kněžice växer i huvudsak blandskog.